# مجلس ملی ونزوئلا

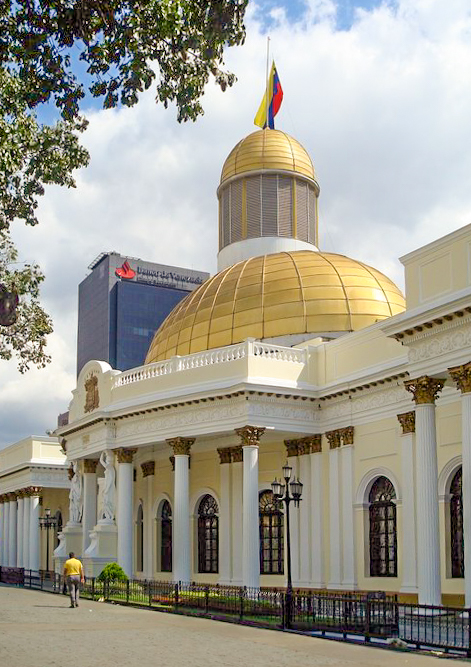

مجمع ملی (اسپانیایی: Asamblea Nacional‎) نام پارلمان ونزوئلا و عملاً قوه مقننه این کشور است. مجمع ملی این کشور تک‌مجلسی است و نمایندگان آن نخستین بار در سال ۲۰۰۰ میلادی انتخاب شدند.
تعداد نمایندگان این پارلمان متغیر اما تعداد کرسی‌ها در آن ثابت است و هر ایالت به اضافه منطقه پایتختی ۳ نماینده به اضافه حاصل تقسیم جمعیت هر ایالت به ۱٫۱ درصد از جمعیت کشور به پارلمان می‌فرستد. در انجمن ملی، سه کرسی برای نمایندگان مردمان بومی ونزوئلا اختصاص یافته است.
رهبری مجمع ملی ونزوئلا را خوان گوایدو بر عهده دارد و این تنها شاخه از دولت ونزوئلاست که تحت کنترل نیکلاس مادورو نیست.
خوان گوایدو که ریاست‌جمهوری نیکلاس مادورو را نامشروع و نتیجه تقلب و سرکوب مخالفان می‌داند، خود را رئیس‌جمهور موقت خوانده است. ایالات متحده و بیش از پنجاه کشور دیگر ریاست‌جمهوری خوان گوایدو را به رسمیت شناخته‌اند.
دولت مادورو حق مصونیت قانونی ۳۰ تن از قانون‌گذاران اپوزیسیون را سلب کرده، بیش از ۱۰ تن از آنها را تبعید کرده و پنج نماینده را نیز به زندان انداخته است.